# Manineura pentatomivora
Manineura pentatomivora är en stekelart som först beskrevs av Mani 1939.  Manineura pentatomivora ingår i släktet Manineura och familjen puppglanssteklar. Inga underarter finns listade i Catalogue of Life.